# Hamburg European Open 2021 - Qualificazioni singolare femminile
Le qualificazioni del singolare del Hamburg European Open 2021 sono state un torneo di tennis preliminare per accedere alla fase finale della manifestazione. Le vincitrici dell'ultimo turno sono entrate di diritto nel tabellone principale. In caso di ritiro di una o più giocatrici aventi diritto, a queste sono subentrate le Lucky loser, ossia le giocatrici che hanno perso nell'ultimo turno ma che avevano una classifica più alta rispetto alle altre partecipanti che avevano comunque perso nel turno finale.

## Teste di serie
1. Magdalena Fręch (spostata al tabellone principale)
2. Kristína Kučová (ultimo turno)
3. Marina Mel'nikova (qualificata)
4. Elena-Gabriela Ruse (qualificata)

1. Isabella Šinikova (ultimo turno)
2. Katharina Gerlach (ultimo turno)
3. Mandy Minella (qualificata)
4. Paula Ormaechea (primo turno)

### Qualificate
1. Anna Zaja
2. Mandy Minella

1. Marina Mel'nikova
2. Elena-Gabriela Ruse

## Tabellone

### Legenda
| - Q = Qualificato - WC = Wild card - LL = Lucky loser | - ALT = Alternate - SE = Special Exempt - PR = Protected Ranking | - w/o = Walkover - r = Ritirato - d = Squalificato |

### Sezione 1
|  | Primo turno | Primo turno       | Primo turno       | Primo turno | Primo turno |  |  | Ultimo turno | Ultimo turno      | Ultimo turno | Ultimo turno | Ultimo turno |  |
|  |             |                   |                   |             |             |  |  |              |                   |              |              |              |  |
|  | Alt         | Jasmin Jebawy     | Jasmin Jebawy     | 2           | 3           |  |  |              |                   |              |              |              |  |
|  |             | Anna Zaja         | Anna Zaja         | 6           | 6           |  |  |              | Anna Zaja         | 7            | 3            | 6            |  |
|  |             | Katarzyna Piter   | Katarzyna Piter   | 2           | 5           |  |  | 6            | Katharina Gerlach | 5            | 6            | 4            |  |
|  | 6           | Katharina Gerlach | Katharina Gerlach | 6           | 7           |  |  |              |                   |              |              |              |  |

### Sezione 2
|  | Primo turno | Primo turno      | Primo turno   | Primo turno | Primo turno |  |  | Ultimo turno | Ultimo turno    | Ultimo turno    | Ultimo turno | Ultimo turno |  |
|  |             |                  |               |             |             |  |  |              |                 |                 |              |              |  |
|  | 2           | Kristína Kučová  | 6             | 4           | 6           |  |  |              |                 |                 |              |              |  |
|  |             | Stephanie Wagner | 1             | 6           | 2           |  |  | 2            | Kristína Kučová | Kristína Kučová | 3            | 3            |  |
|  | WC          | Eva Lys          | Eva Lys       | 5           | 4           |  |  | 7            | Mandy Minella   | Mandy Minella   | 6            | 6            |  |
|  | 7           | Mandy Minella    | Mandy Minella | 7           | 6           |  |  |              |                 |                 |              |              |  |

### Sezione 3
|  | Primo turno | Primo turno         | Primo turno         | Primo turno | Primo turno |  |  | Ultimo turno | Ultimo turno        | Ultimo turno        | Ultimo turno | Ultimo turno |  |
|  |             |                     |                     |             |             |  |  |              |                     |                     |              |              |  |
|  | 3           | Marina Mel'nikova   | 6                   | 4           |             |  |  |              |                     |                     |              |              |  |
|  |             | Noma Noha Akugue    | 1                   | 1           | r           |  |  | 3            | Marina Mel'nikova   | Marina Mel'nikova   | 6            | 6            |  |
|  | WC          | Katharina Hobgarski | Katharina Hobgarski | 6           | 6           |  |  | WC           | Katharina Hobgarski | Katharina Hobgarski | 4            | 0            |  |
|  | 8           | Paula Ormaechea     | Paula Ormaechea     | 1           | 3           |  |  |              |                     |                     |              |              |  |

### Sezione 4
|  | Primo turno | Primo turno         | Primo turno         | Primo turno | Primo turno |  |  | Ultimo turno | Ultimo turno        | Ultimo turno        | Ultimo turno | Ultimo turno |  |
|  |             |                     |                     |             |             |  |  |              |                     |                     |              |              |  |
|  | 4           | Elena-Gabriela Ruse | Elena-Gabriela Ruse | 6           | 6           |  |  |              |                     |                     |              |              |  |
|  |             | Liang En-shuo       | Liang En-shuo       | 2           | 1           |  |  | 4            | Elena-Gabriela Ruse | Elena-Gabriela Ruse | 6            | 6            |  |
|  |             | Sina Herrmann       | Sina Herrmann       | 4           | 2           |  |  | 5            | Isabella Šinikova   | Isabella Šinikova   | 3            | 3            |  |
|  | 5           | Isabella Šinikova   | Isabella Šinikova   | 6           | 6           |  |  |              |                     |                     |              |              |  |